# Ora de Amsterdam

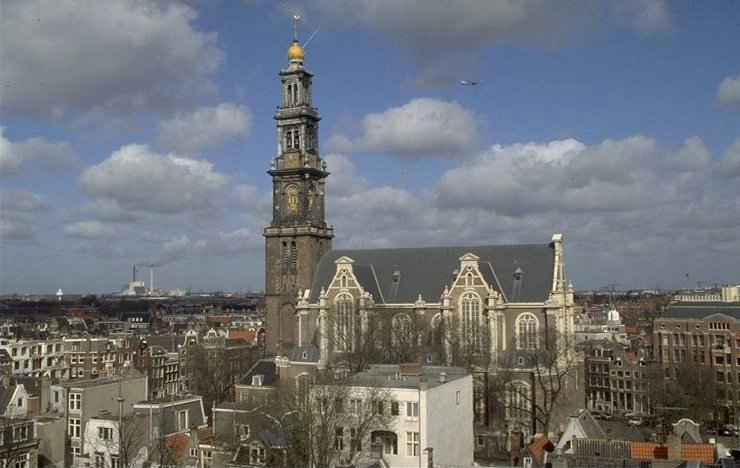
Westerkerk în Amsterdam

Ora de Amsterdam (pe olandeză: Amsterdamse Tijd - AT) a fost un fus orar care a fost folosit în Olanda între 1 mai 1909 și 16 mai 1940.
Ora de Amsterdam a fost folosit ca oră standard. Înainte de 17 martie 1937 ora exactă a fost GMT+0h 19m 32.13s (Greenwich Mean Time era atunci baza pentru ora legală). Acest timp este timpul solar adevărat meridianului care trece prin turnul vestic al bisericii protestante Westerkerk în Amsterdam. Din 1916 a existat o oră de vară (Amsterdamse Zomertijd - AZT) care a fost cu o oră înainte față de Ora de Amsterdam. Ora de vară începea în primăvara și se termina la sfârșitul de luna septembrie sau la început de luna octombrie. Pe 17 martie 1937 s-a schimbat Ora de Amsterdam în UT+0h 20m (Universal Time era baza pentru ora legală din 1928), pentru ca să fie calcule în alte fuse orare mai ușoare.
După ocupația germană în Al Doilea Război Mondial, s-a introdus pe 17 martie 1940 Ora Europei Centrale (UTC+1) în Olanda. După Al Doilea Război Mondial UTC+1 a rămas ora standard.